# (100878) 1998 HJ90
(100878) 1998 HJ90 es un asteroide perteneciente al cinturón de asteroides, región del sistema solar que se encuentra entre las órbitas de Marte y Júpiter, más concretamente a la familia de Herta, descubierto el 21 de abril de 1998 por el equipo del Lincoln Near-Earth Asteroid Research desde el Laboratorio Lincoln, Socorro, Nuevo México, Estados Unidos.

## Designación y nombre
Designado provisionalmente como 1998 HJ90. 

## Características orbitales
1998 HJ90 está situado a una distancia media del Sol de 2,351 ua, pudiendo alejarse hasta 2,736 ua y acercarse hasta 1,965 ua. Su excentricidad es 0,164 y la inclinación orbital 2,885 grados. Emplea 1316,67 días en completar una órbita alrededor del Sol.

## Características físicas
La magnitud absoluta de 1998 HJ90 es 17,2. 